# Belual
Belual ist ein osttimoresischer Ort im Suco Atu-Aben (Verwaltungsamt Bobonaro, Gemeinde Bobonaro). Das Dorf liegt im Norden der Aldeia Atuaben, auf einer Meereshöhe von 807 m. Nordöstlich erhebt sich der Foho Atubuti (854 m). Eine Straße führt am Höhenkamm nach Süden zum Dorf Atuaben.
In Belual befinden sich die Kapelle Nossa Senhora Peregrina de Marobo und die Quelle Hue.